# Râul Cerna Vodă
Râul Cerna Vodă este un curs de apă, afluent al râului Mag. 